# Шенбье
Шенбье́ (фр. Chenebier) — коммуна во Франции, находится в регионе Франш-Конте. Департамент — Верхняя Сона. Входит в состав кантона Эрикур-Уэст. Округ коммуны — Люр.
Код INSEE коммуны — 70149.

## География
Коммуна расположена приблизительно в 350 км к юго-востоку от Парижа, в 70 км северо-восточнее Безансона, в 45 км к востоку от Везуля.

## Население
Население коммуны на 2010 год составляло 712 человек.
| 1962 | 1968 | 1975 | 1982 | 1990 | 1999 | 2010 |
| ---- | ---- | ---- | ---- | ---- | ---- | ---- |
| 339  | 367  | 418  | 548  | 641  | 695  | 712  |

## Экономика

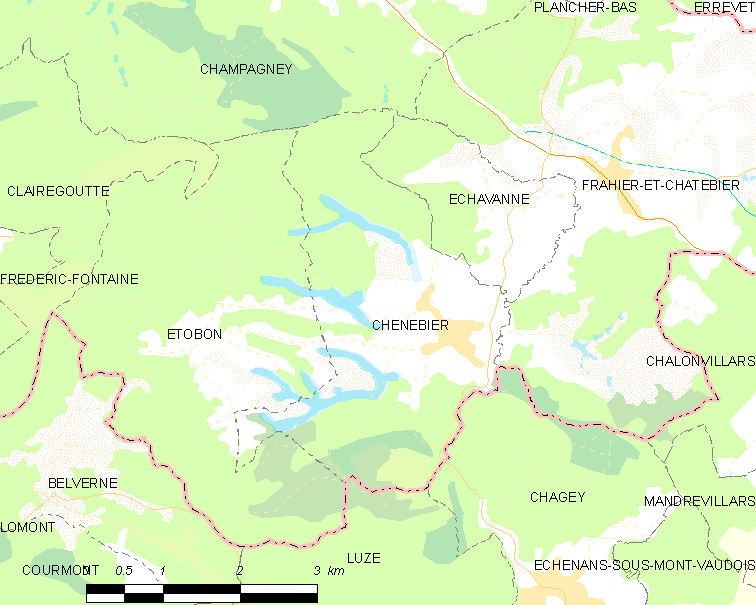
Карта коммуны

В 2010 году среди 482 человек трудоспособного возраста (15—64 лет) 348 были экономически активными, 134 — неактивными (показатель активности — 72,2 %, в 1999 году было 70,2 %). Из 348 активных жителей работали 325 человек (175 мужчин и 150 женщин), безработных было 23 (15 мужчин и 8 женщин). Среди 134 неактивных 40 человек были учениками или студентами, 52 — пенсионерами, 42 были неактивными по другим причинам.